# Juraj III. Turzo
Jiří (III.) Turzo (Juraj Thurzo; polsky Jerzy, německy Georg; uvádí se i jako I. nebo II.; 26. březen 1467, Krakov – 19. březen 1521, Augsburg) byl hlavní kremnický komorský hrabě (1509–1520), ředitel Turzovsko-fuggerovské společnosti. Tuto funkci převzal po svém otci Janovi Thurzo (1437–1508), krakovském obchodníku a mecenáši. Postupně získal měšťanská práva v Krakově, Norimberku a Levoči. V roce 1511 byl starostou Krakova.
11. října 1497 se oženil s Annou Fuggerovou (1481–1535), možná měl i druhou manželku Kateřinu Fuggerovou (Katharina Fugger). Roku 1517 se přestěhoval do Augsburgu. Měl 8 dětí.